# Swertia erythrosticta
Swertia erythrosticta là một loài thực vật có hoa trong họ Long đởm. Loài này được Maxim. miêu tả khoa học đầu tiên năm 1881.